# San Bartolomé de Pinares
San Bartolomé de Pinares ist ein zentralspanischer Ort und Gemeinde (municipio) mit 489 Einwohnern (Stand: 2024) in der Provinz Ávila in der Autonomen Region Kastilien-León.

## Lage
San Bartolomé de Pinares befindet sich am östlichen Ende der Sierra de Gredos gut 23 km südöstlich von Ávila bzw. gut 85 km westnordwestlich von Madrid in einer Höhe von ca. 1040 m.
Das Klima im Winter ist kühl, im Sommer dagegen durchaus warm; die geringen Niederschlagsmengen (ca. 534 mm/Jahr) fallen – mit Ausnahme der nahezu regenlosen Sommermonate – verteilt übers ganze Jahr.

## Bevölkerungsentwicklung
| Jahr      | 1970 | 1981 | 1991 | 2001 | 2011 | 2021 |
| --------- | ---- | ---- | ---- | ---- | ---- | ---- |
| Einwohner | 1189 | 920  | 806  | 720  | 624  | 523  |

Der Bevölkerungsrückgang seit den 1950er Jahren ist im Wesentlichen auf die Mechanisierung der Landwirtschaft und den damit einhergehenden Verlust an Arbeitsplätzen zurückzuführen.

## Sehenswürdigkeiten
- Bartholomäuskirche (Iglesia de San Bartolomé Apóstol)
- Rathaus

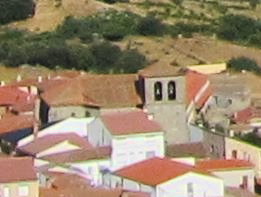
Bartholomäuskirche